# Untschen
Untschen ist ein Ortsteil der Stadt Schmölln im Landkreis Altenburger Land in Thüringen.

## Lage
Untschen liegt an der Bundesstraße 7 und in der Nähe der südlich vorbeiführenden Bundesautobahn 4 sowie nördlich von Nöbdenitz. Die Gemarkung des Dorfes befindet sich nördlich der Großensteiner Sprotte im Ronneburger Acker- und Bergbaugebiet, das lange Zeit vom Bergbau beeinträchtigt worden ist.

## Geschichte
Um 1181 bis 1214 ist die urkundliche Ersterwähnung des Ortsteils erkundet worden. Das Rittergut des Orts wurde ebenfalls erstmals im 12. Jahrhundert erwähnt. Von ihm ist heute nur noch wenig erhalten.
Untschen gehörte zum wettinischen Amt Altenburg, welches ab dem 16. Jahrhundert aufgrund mehrerer Teilungen im Lauf seines Bestehens unter der Hoheit folgender Ernestinischer Herzogtümer stand: Herzogtum Sachsen (1554 bis 1572), Herzogtum Sachsen-Weimar (1572 bis 1603), Herzogtum Sachsen-Altenburg (1603 bis 1672), Herzogtum Sachsen-Gotha-Altenburg (1672 bis 1826). Bei der Neuordnung der Ernestinischen Herzogtümer im Jahr 1826 kam der Ort wiederum zum Herzogtum Sachsen-Altenburg. 
Nach der Verwaltungsreform im Herzogtum gehörte Untschen bezüglich der Verwaltung zum Ostkreis (bis 1900) bzw. zum Landratsamt Ronneburg (ab 1900). Das Dorf gehörte ab 1918 zum Freistaat Sachsen-Altenburg, der 1920 im Land Thüringen aufging. 1922 kam es zum Landkreis Altenburg.
Am 1. Juli 1950 wurden die bis dahin eigenständigen Gemeinden Burkersdorf b. Schmölln und Zagkwitz eingegliedert. Bei der zweiten Kreisreform in der DDR wurden 1952 die bestehenden Länder aufgelöst und die Landkreise neu zugeschnitten. Somit kam die Gemeinde Untschen mit dem Kreis Schmölln an den Bezirk Leipzig; jener gehörte seit 1990 als Landkreis Schmölln zu Thüringen und ging bei der thüringischen Kreisreform 1994 im Landkreis Altenburger Land auf. Die Gemeinde Untschen wurde mit ihren beiden Ortsteilen am 1. Januar 1974 nach Nöbdenitz eingemeindet. Nöbdenitz wiederum wurde am 1. Januar 2019 in die Stadt Schmölln eingemeindet.